# آراتولا
آراتولا (به انگلیسی: Aratula) یک شهرک در استرالیا است که در کوئینزلند واقع شده‌است.